# إيلويلو
مدينة إيلويْلُو (بالإنجليزية: Iloilo City)‏ هي مدينة وإحد الموانئ الرئيسية في الفلبين. يبلغ عدد سكانها 424,619 نسمة وذلك حسب إحصائيات سنة 2010. يبلغ ارتفاع المدينة عن سطح البحر قرابة 2 متر. تبلغ مساحتها 78.34 كم². تقع على الساحل الجنوبي لجزيرة باني، ضمن مجموعة جزر فيزايان الفلبينية. ويبلغ عدد سكانها 365,820 نسمة. وينساب نهر إيلويلو خلال المدينة مشكلاً مرفأ ممتازًا. والمدينة هي الميناء الرئيسي للشحن لجزيرة نيجروز التي تُعد مركزًا لإنتاج السكر. ومدينة إيلويلو هي المركز الثقافي لجزر فيزايان.تقع على خط عرض 10.717 وخط طول 122.567.

## المناخ
يظهر الجدول التالي التغييرات المناخية على مدار السنة لمدينة إيلويلو:
| البيانات المناخية لـمدينة إيلويلو                                  | البيانات المناخية لـمدينة إيلويلو | البيانات المناخية لـمدينة إيلويلو | البيانات المناخية لـمدينة إيلويلو | البيانات المناخية لـمدينة إيلويلو | البيانات المناخية لـمدينة إيلويلو | البيانات المناخية لـمدينة إيلويلو | البيانات المناخية لـمدينة إيلويلو | البيانات المناخية لـمدينة إيلويلو | البيانات المناخية لـمدينة إيلويلو | البيانات المناخية لـمدينة إيلويلو | البيانات المناخية لـمدينة إيلويلو | البيانات المناخية لـمدينة إيلويلو | البيانات المناخية لـمدينة إيلويلو |
| الشهر                                                              | يناير                             | فبراير                            | مارس                              | أبريل                             | مايو                              | يونيو                             | يوليو                             | أغسطس                             | سبتمبر                            | أكتوبر                            | نوفمبر                            | ديسمبر                            | المعدل السنوي                     |
| ------------------------------------------------------------------ | --------------------------------- | --------------------------------- | --------------------------------- | --------------------------------- | --------------------------------- | --------------------------------- | --------------------------------- | --------------------------------- | --------------------------------- | --------------------------------- | --------------------------------- | --------------------------------- | --------------------------------- |
| الدرجة القصوى °م (°ف)                                              | 34.7 (94.5)                       | 35.5 (95.9)                       | 39.0 (102.2)                      | 37.5 (99.5)                       | 37.8 (100.0)                      | 37.5 (99.5)                       | 35.2 (95.4)                       | 34.8 (94.6)                       | 37.8 (100.0)                      | 35.4 (95.7)                       | 34.8 (94.6)                       | 34.5 (94.1)                       | 39.0 (102.2)                      |
| متوسط درجة الحرارة الكبرى °م (°ف)                                  | 29.7 (85.5)                       | 30.2 (86.4)                       | 31.7 (89.1)                       | 33.1 (91.6)                       | 33.1 (91.6)                       | 31.6 (88.9)                       | 30.7 (87.3)                       | 30.4 (86.7)                       | 30.8 (87.4)                       | 31.1 (88.0)                       | 30.9 (87.6)                       | 30.2 (86.4)                       | 31.1 (88.0)                       |
| المتوسط اليومي °م (°ف)                                             | 26.1 (79.0)                       | 26.5 (79.7)                       | 27.6 (81.7)                       | 28.9 (84.0)                       | 29.1 (84.4)                       | 28.1 (82.6)                       | 27.6 (81.7)                       | 27.5 (81.5)                       | 27.6 (81.7)                       | 27.7 (81.9)                       | 27.5 (81.5)                       | 26.8 (80.2)                       | 27.6 (81.7)                       |
| متوسط درجة الحرارة الصغرى °م (°ف)                                  | 22.7 (72.9)                       | 22.7 (72.9)                       | 23.5 (74.3)                       | 24.6 (76.3)                       | 25.1 (77.2)                       | 24.7 (76.5)                       | 24.4 (75.9)                       | 24.5 (76.1)                       | 24.4 (75.9)                       | 24.2 (75.6)                       | 24.0 (75.2)                       | 23.4 (74.1)                       | 24.0 (75.2)                       |
| أدنى درجة حرارة °م (°ف)                                            | 16.5 (61.7)                       | 16.7 (62.1)                       | 18.6 (65.5)                       | 20.0 (68.0)                       | 20.2 (68.4)                       | 21.0 (69.8)                       | 19.5 (67.1)                       | 20.0 (68.0)                       | 19.8 (67.6)                       | 19.2 (66.6)                       | 19.4 (66.9)                       | 18.3 (64.9)                       | 16.5 (61.7)                       |
| معدل هطول الأمطار مم (إنش)                                         | 39.9 (1.57)                       | 19.1 (0.75)                       | 27.1 (1.07)                       | 47.7 (1.88)                       | 117.9 (4.64)                      | 255.2 (10.05)                     | 313.2 (12.33)                     | 363.7 (14.32)                     | 266.8 (10.50)                     | 264.1 (10.40)                     | 174.8 (6.88)                      | 64.2 (2.53)                       | 1٬953٫7 (76.92)                   |
| متوسط الأيام الممطرة (≥ 0.1 mm)                                    | 11                                | 7                                 | 7                                 | 6                                 | 14                                | 18                                | 21                                | 20                                | 19                                | 18                                | 15                                | 14                                | 170                               |
| متوسط الرطوبة النسبية (%)                                          | 82                                | 80                                | 75                                | 73                                | 77                                | 82                                | 85                                | 85                                | 85                                | 84                                | 84                                | 83                                | 81                                |
| المصدر #1: Climate Charts                                          |                                   |                                   |                                   |                                   |                                   |                                   |                                   |                                   |                                   |                                   |                                   |                                   |                                   |
| المصدر #2: الأرصاد الجوية الألمانية (rainy days), PAGASA (records) |                                   |                                   |                                   |                                   |                                   |                                   |                                   |                                   |                                   |                                   |                                   |                                   |                                   |

## توأمة
لمدينة إيلويلو اتفاقيات توأمة مع كل من:
- ستوكتون
- ناغا

## أعلام
- غويلرمو غوميز ريفيرا
- رونالد توبيد
- كورت باكمان
- باولينو ألكانتارا
- فرانسيسكو جويليدو
- فرناندو لوبيز

## وصلات خارجية
الموقع الإلكتروني